# Ferdinand von Wright
Pour les articles homonymes, voir Wright.
Ferdinand von Wright (né le 19 mars 1822 à Kuopion maalaiskunta et mort le 31 juillet 1906 à Kuopion maalaiskunta) est un peintre naturaliste finlandais suédophone.

## Prix et récompenses
- Médaille Litteris et Artibus, 1866

## Galerie

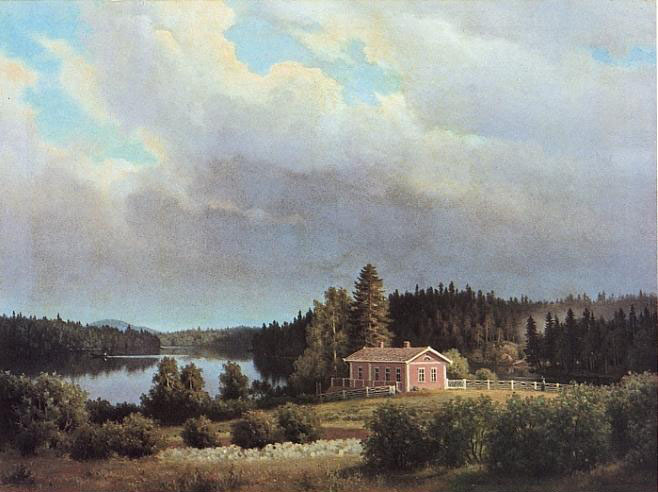
Vue de Haminalahti, 1877.
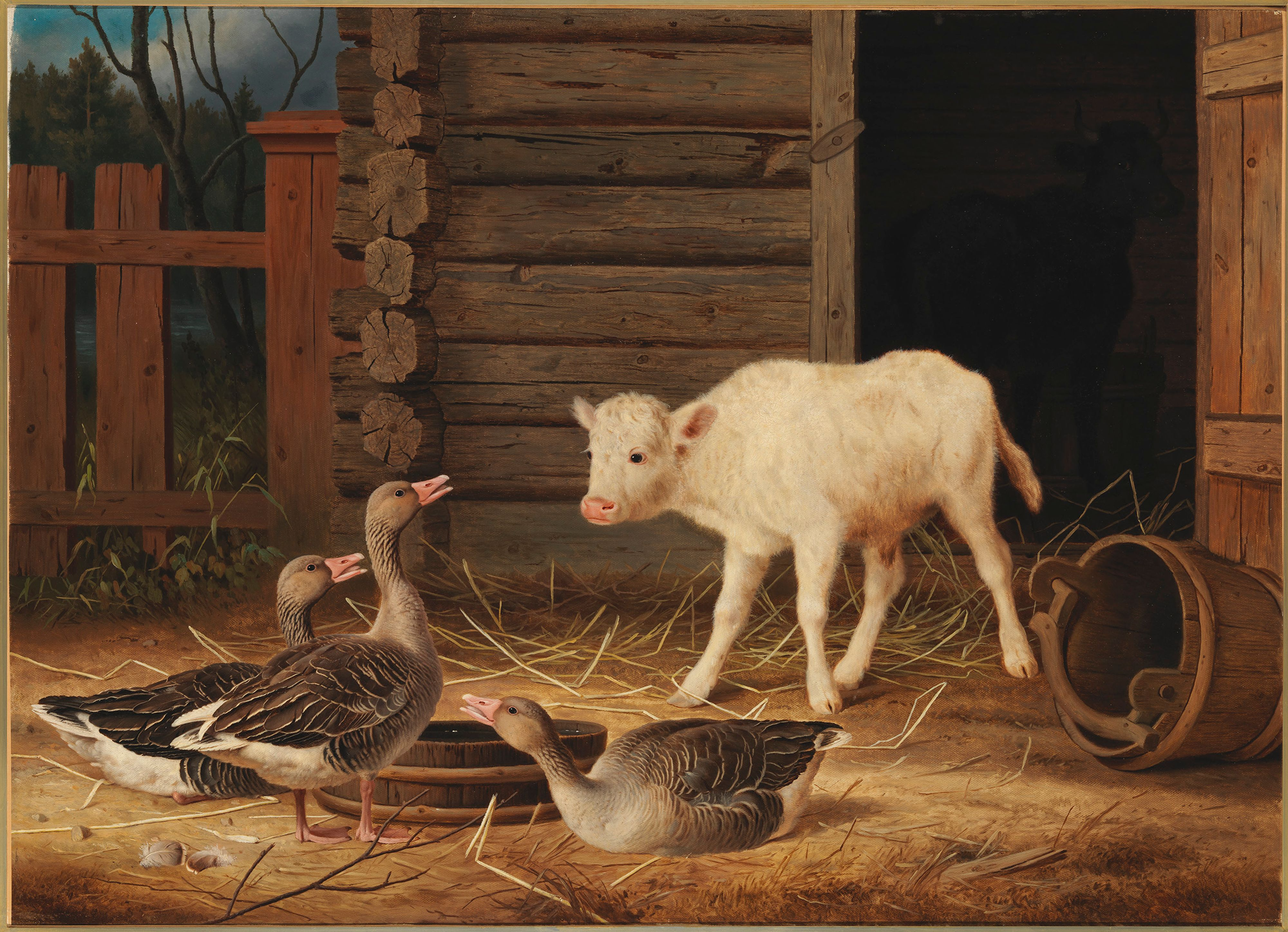
Première surprise, 1880.
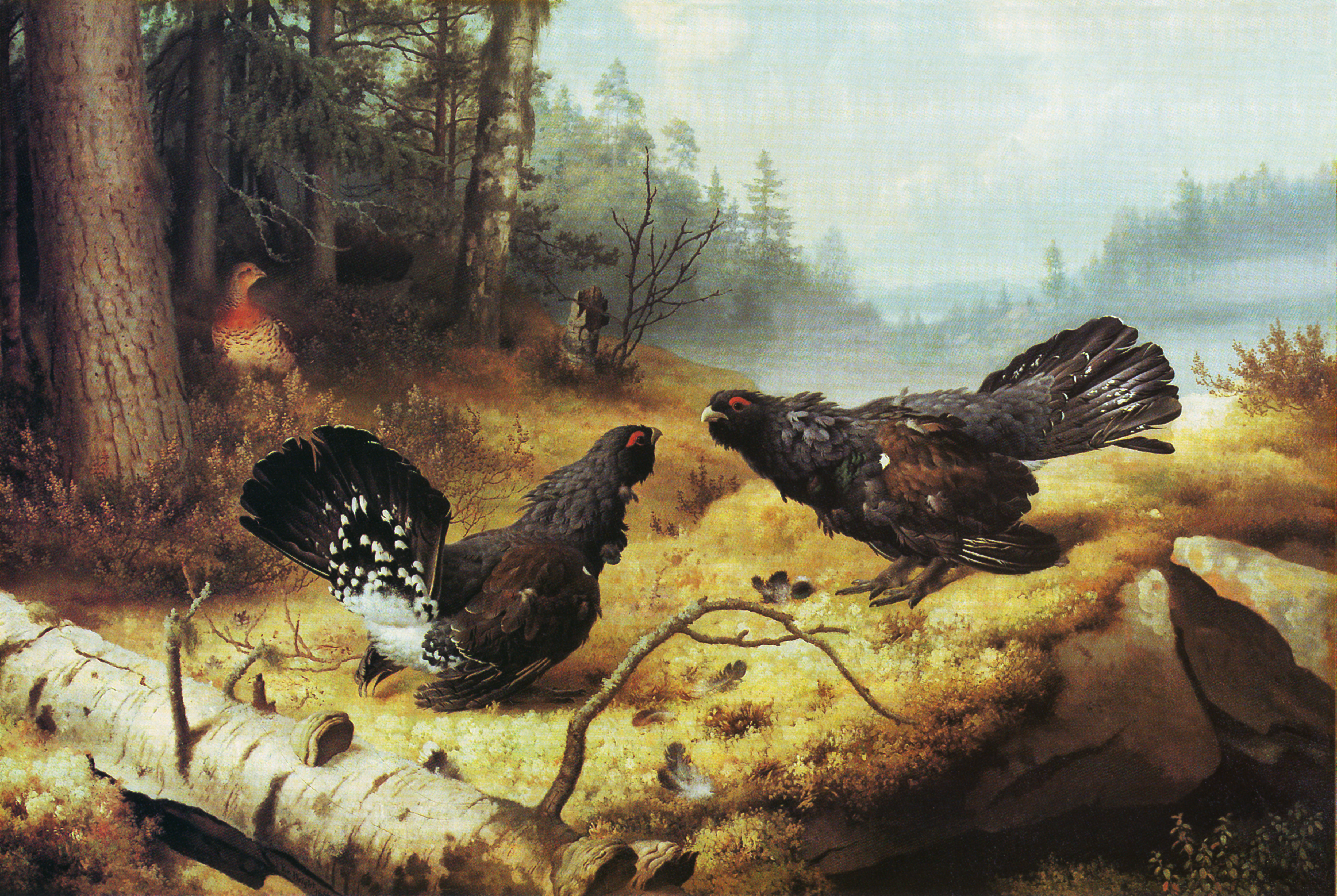
Combat de grand Tétras, 1886.
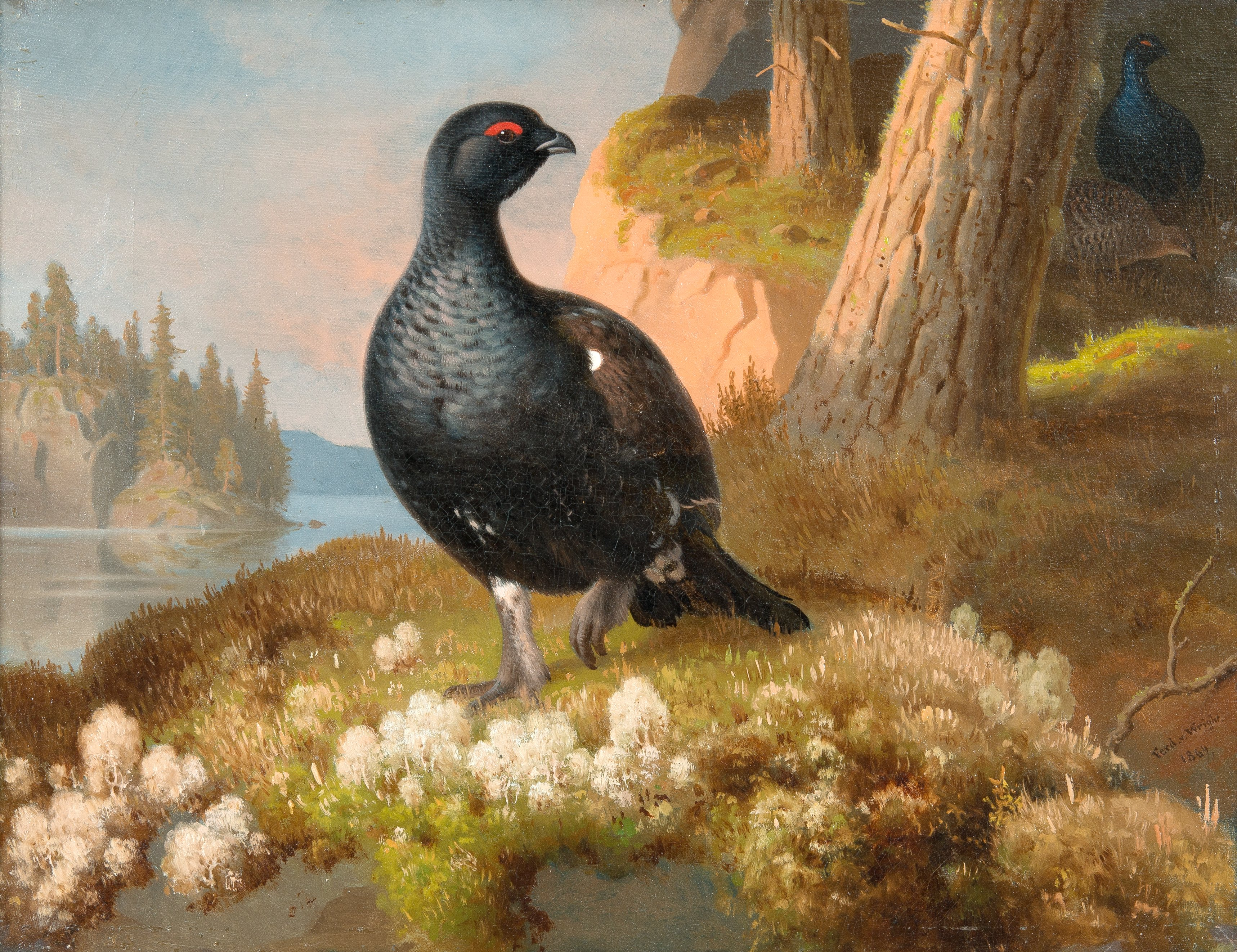
Grand Tétras noir(1864)
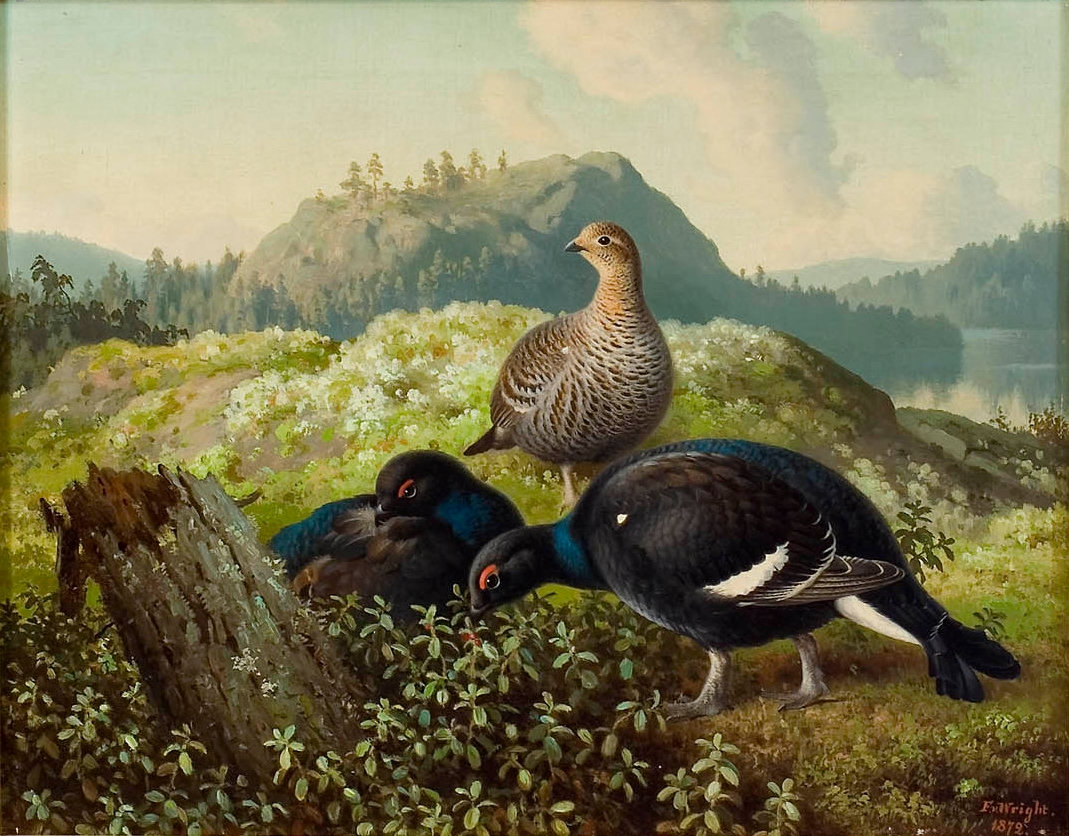
Grands Tétras noirs (1872)